# Panoramiks
Panoramiks (fr. Panoramix, ang. Getafix) – fikcyjna postać, jeden z bohaterów komiksów o Asteriksie autorstwa René Goscinnego i Alberta Uderzo. Panoramiks jest galijskim druidem, potrafiącym warzyć wywar, dający nadludzką siłę temu, kto go wypije.

## Historia postaci

### Debiut w komiksie
Panoramiks pojawił się już w pierwszej historii o Asterixie z 1959 r. (początkowej wydawanej na łamach francuskiego czasopisma Pilote, a później opublikowanej jako Przygody Gala Asteriksa).

### Pochodzenie imienia
Imię druida pochodzi od francuskiego przymiotnika panoramique, związanego z panoramą.

### Inspiracje
Postać Panoramiksa i jej zachowanie są zainspirowane sposobem, w jaki postrzegali kapłanów autorzy rzymscy. W Historii naturalnej Pliniusz opisuje ceremoniał, w trakcie którego druidzi – odziani w białe szaty – ścinali złotymi sierpami jemiołę, której używali do produkcji wywaru mającego chronić przed truciznami.

## Opis postaci
Panoramiks, czcigodny kapłan plemienia, zbiera jemiołę i przyrządza magiczne wywary. Jego największe osiągnięcie to wywar dający nadludzką siłę. Ale Panoramiks ma w zanadrzu i inne przepisy...
Panoramiks jest starym mężczyzną o długich białych włosach, wąsach i brodzie. Ubiera się w białą szatę, czerwony płaszcz i niebieskie buty. U pasa nosi złoty sierp.
Ze względu na wiek i wiedzę jest członkiem rady osady, wspierającym Galów (a niekiedy także Rzymian i innych cudzoziemców) w ich poczynaniach.

## W kulturze popularnej
Ze względu na popularność komiksów (a później filmów) o przygodach Asteriksa i jego przyjaciół wizerunek druida w oczach wielu osób stał się tożsamy z wizerunkiem Panoramiksa.

## Upamiętnienie
Imieniem druida nazwano planetoidę 35268 Panoramix, odkrytą 19 sierpnia 1996 r. przez czeskiego astronoma Miloša Tichý’ego.

## Adaptacje

### Filmy animowane
| Film                                            | Głos             | Głos (w wersji polskiej)                       |
| ----------------------------------------------- | ---------------- | ---------------------------------------------- |
| Asterix Gall                                    | Lucien Raimbourg | Henryk Łapiński                                |
| Asterix i Kleopatra                             | Lucien Raimbourg | Henryk Łapiński                                |
| Dwanaście prac Asteriksa                        | Henri Virlogeux  | Henryk Łapiński (1995)                         |
| Asterix kontra Cezar                            | Henri Labussière | Czesław Mroczek (1987), Henryk Łapiński (1995) |
| Asterix w Brytanii                              | Henri Labussière | Henryk Łapiński                                |
| Wielka bitwa Asteriksa                          | Henri Labussière | Henryk Łapiński                                |
| Asterix podbija Amerykę                         | Henri Labussière | Henryk Łapiński                                |
| Asterix i wikingowie                            | Vania Vilers     | Ryszard Nawrocki                               |
| Asteriks i Obeliks: Osiedle bogów               | Bernard Alane    | Bolesław Abart                                 |
| Asteriks i Obeliks: Tajemnica magicznego wywaru | Bernard Alane    | Miłogost Reczek                                |

### Filmy aktorskie
| Film                                              | Aktor              | Głos w wersji polskiej |
| ------------------------------------------------- | ------------------ | ---------------------- |
| Asterix i Obelix kontra Cezar                     | Claude Piéplu      | Ryszard Nawrocki       |
| Asterix i Obelix: Misja Kleopatra                 | Claude Rich        | Ryszard Nawrocki       |
| Asterix na olimpiadzie                            | Jean-Pierre Cassel | Wojciech Duryasz       |
| Asterix i Obelix: W służbie Jej Królewskiej Mości | László Baranyi     | Brak aktora głosowego  |
| Asterix i Obelix: Imperium Smoka                  | Pierre Richard     | Włodzimierz Press      |